# 极速前进26
《极速前进26》（The Amazing Race 26），是CBS的流行真人競賽節目《极速前进》的第二十六季。本季与以往各季不同，十一支参赛队伍全部为正在约会的情侣关系，其中五支队伍中是在比赛前刚刚通过节目相亲结识的，另外六支队伍则是已经约会了一段时间的情侣。十一支队伍為最終大獎——一百萬美元進行環球旅行競賽。
本季节目于2015年2月15日在CBS首播，首播集为时长90分钟的特别集。随后节目改回之前一季的周五档，于东部时间每周五晚8:00播出。本季节目于2015年5月15日完结。
本季比赛最终由相亲队伍“南加州队”Laura & Tyler获得冠军。

## 制作

### 节目开发及录制

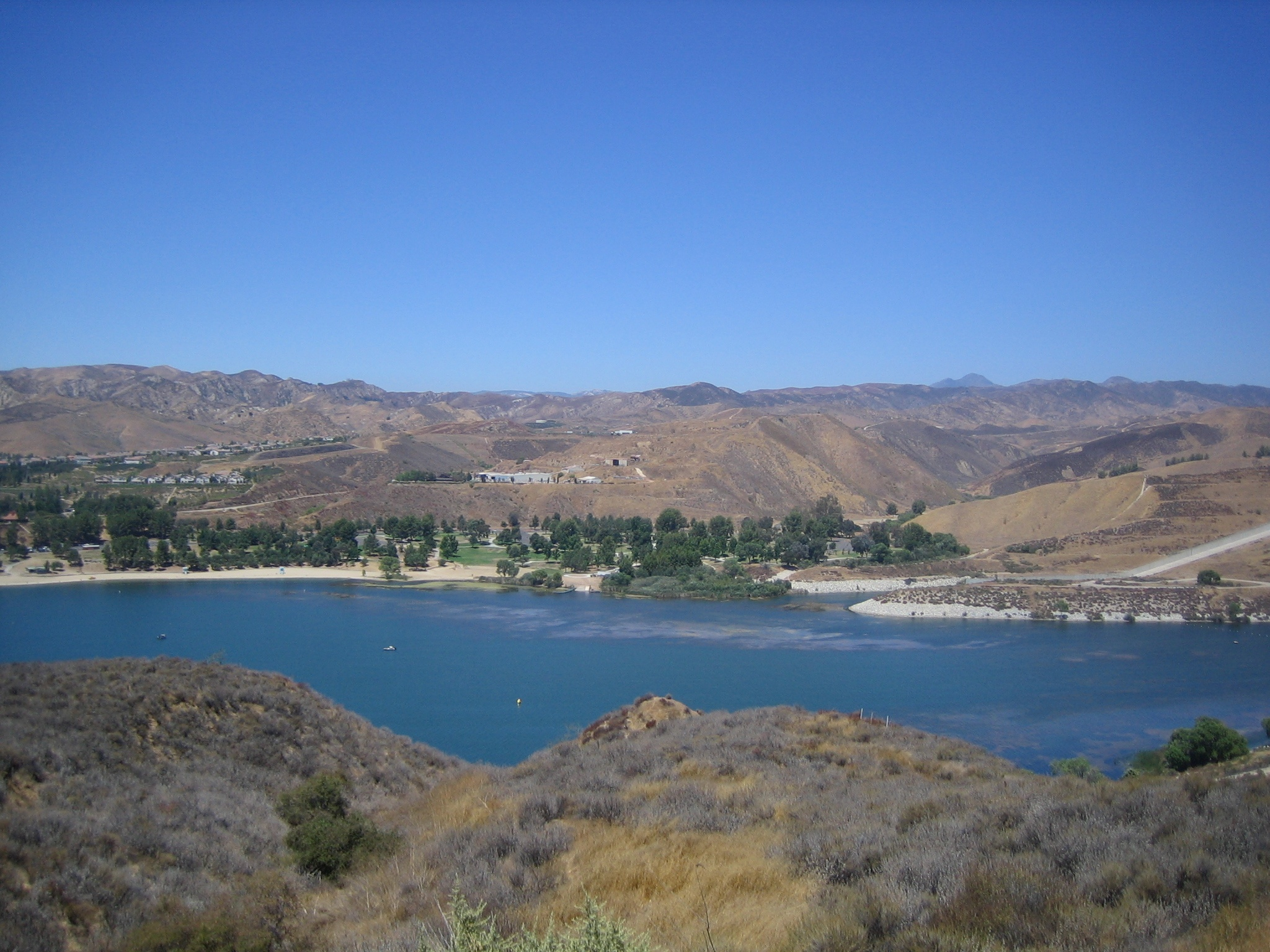
本季比赛的起点为洛杉矶城外的卡斯泰克湖（Castaic Lake）

本季比赛跨越五个大洲的九个国家，行程达到35,000英里（56,000），造访国家包括日本、泰国、纳米比亚、德国等国，还将首次抵达摩纳哥。每一赛段将会出现一条特殊线索，获得这条特殊线索的队伍将赢得“约会之夜”（"Date Night"）的奖励，可以享受一次浪漫约会，“约会之夜”的邀请是随机放在赛段中的某一线索信封当中的。

### 参赛选手
参赛的选手中包括冬季奥运会奖牌得主情侣艾莉森·杜戴克和史蒂文·兰顿，以及男子音乐组合街頭頑童的成员強納森·奈特和他的男友哈利·罗德里格斯（Harley Rodriguez）。本季节目是《极速前进》美国版和全球所有版本历史上首次没有两位女性组成的队伍参赛。

### 市场营销
Travelocity和福特汽车在本季继续为节目提供赞助以及为各赛段冠军提供奖品。此外本季还加入了新赞助商Fitbit。每一对选手都佩戴了Fitbit提供的运动手环，第10赛段的任务中还需要手环记录的运动数据才能完成。

## 比赛结果
下表列出各队的比赛结果，其中队员关系为节目拍摄时期的状态，关系描述和队伍名称为CBS的官方版本。
| 队伍              | 关系          | 队名                               | 分段比賽成績 | 分段比賽成績 | 分段比賽成績 | 分段比賽成績 | 分段比賽成績 | 分段比賽成績 | 分段比賽成績 | 分段比賽成績 | 分段比賽成績 | 分段比賽成績 | 分段比賽成績 | 分段比賽成績 | 路障完成情况         |
| 队伍              | 关系          | 队名                               | 1∂           | 2            | 3            | 4            | 5            | 6            | 7            | 8            | 9            | 10           | 11           | 12           | 路障完成情况         |
| ----------------- | ------------- | ---------------------------------- | ------------ | ------------ | ------------ | ------------ | ------------ | ------------ | ------------ | ------------ | ------------ | ------------ | ------------ | ------------ | -------------------- |
| Laura & Tyler     | 相亲          | 南加州队 （Team SoCal）            | 3rd          | 2nd          | 4th          | 4th∂         | 6th          | 6th∂         | 2nd∂         | 1st⋑         | 1st          | 4th          | 3rd          | 1st          | Laura 5, Tyler 6     |
| Jelani & Jenny    | 相亲          | 律师队 （The Legal Team）          | 1st          | 1st          | 3rd          | 7th          | 4th          | 5th          | 4th          | 4thε5⊂       | 3rd∂         | 2nd∂         | 2nd          | 2nd          | Jelani 6, Jenny 5    |
| Hayley & Blair    | 相亲          | 爱情处方药 （Rx For Love）         | 8th          | 9th          | 2nd          | 2nd          | 5th          | 1st          | 3rd          | 3rd          | 2nd          | 1st          | 1st          | 3nd          | Hayley 5, Blair 6    |
| Mike & Rochelle   | 约会8个月     | 卡车休息站之恋 （Truck Stop Love） | 7th⊃         | 8th          | 1st          | 6th          | 7th∂         | 3rd          | 5th          | 5th          | 4th          | 3rd          | 4th          | 4th6         | Mike 6, Rochelle 4   |
| Matt & Ashley     | 约会3年→订婚2 | 发型师情侣 （The Hairstylists）    | 9th          | 7th          | 6th∂3        | 8th          | 2nd          | 4th          | 1st          | 2nd⊃         | 5th          | 5th          |              |              | Matt 5, Ashley 3     |
| Aly & Steve       | 约会7个月     | 索契之恋 （Sochi Love）            | 4th          | 3rd          | 5th          | 3rd          | 1st          | 2nd          | 6th          | 6th⋐         |              |              |              |              | Aly 3, Steve 3       |
| Jeff & Jackie     | 相亲          | JJ队 （Team JJ）                   | 2nd          | 6th          | 8th          | 5th          | 3rd          | 7th          |              |              |              |              |              |              | Jeff 2, Jackie 2     |
| Bergen & Kurt     | 相亲          | 金发之约 （The Blonde Date）       | 6th          | 5th          | 7th3         | 1st          | 8th4         |              |              |              |              |              |              |              | Bergen 2, Kurt 0     |
| Harley & Jonathan | 约会7年       | 街头顽童队 （Team New Kid）        | 5th          | 4th∂         | 9th          | 9th          |              |              |              |              |              |              |              |              | Harley 1, Jonathan 1 |
| Libby & CJ        | 约会10年      | 塔斯基吉队 （Team Tuskegee）       | 10th         | 10th         |              |              |              |              |              |              |              |              |              |              | Libby 1, CJ 0        |
| Jeff & Lyda       | 约会4年       | 空乘情侣 （Flight Crew）           | 11th⊂⋑1      |              |              |              |              |              |              |              |              |              |              |              | Jeff 0, Lyda 0       |

- 红色表示该队伍已被淘汰。
- 蓝色下划线表示該隊最後抵達非淘汰提示站，他們須在下賽段接受「減速障礙」（Speed Bump）任務。
- 棕色⊃或青色⋑表示該隊為使用「雙重迴轉」（Double U-turn）的两队之一；⊂或⋐是被指定迴轉的队伍。⊂⋑表示该队被另一支队伍回转，但也对其他队伍使用了另一次回转。
- 紫色ε表示该队伍於賽段中使用了「迅速通關卡」（Express Pass）。
- 下划线的赛段编号表示本赛段到达提示站之后没有强制休息，立刻开始下一赛段的比赛。同时，本赛段最后一名不会被淘汰，但下一赛段当中的某个时刻，会有一支队伍被突然淘汰。
- 洋红色∂表示该队伍在该赛段获得“约会之夜”（Date Night）奖励。若赛段编号标有此标记则表示该赛段没有提供“约会之夜”的奖励。

注：
1. ^  Jeff & Lyda对Jeff & Jackie使用了“匿名回转”（Blind U-Turn），但此时Jeff & Jackie领先于他们，所以没有受到此匿名回转的影响。
2. ^  在第3赛段的提示站，Matt向Ashley求婚，Ashley现场接受了求婚，二人的关系从“约会”变成了“订婚”。
3. ^  Bergen & Kurt把在赛段中获得的“约会之夜”送给了Matt & Ashley，以祝贺他们订婚。
4. ^  Bergen & Kurt不会驾驶手动挡汽车，于是在前往黑金属工厂的路上放弃驾驶，改乘出租车前往。下一任务需要驾驶汽车完成，二人因此无法完成任务，接受2小时的罚时。罚时结束后二人乘火车前往下一目的地，但在前往绕道任务的途中迷失方向。最终二人放弃比赛，滞留在火车站。比赛最后，主持人菲尔亲自到达二人所在的火车站，向他们宣布其他各队已经到达提示站以及二人被淘汰的消息。
5. ^  Jelani & Jenny在本赛段中使用迅速通關卡跳过了绕道任务，但他们已经先被Matt & Ashley指定回转，因此必须完成另一项绕道任务。
6. ^ Mike & Rochelle由于最后一个到达P2农场而被淘汰。

## 各赛段奖品
每赛段的第一名会获得一定的奖品。获得“约会之夜”的队伍会在这一赛段的提示站享受一次浪漫约会。奖品中的旅游行程均是由Travelocity赞助的。
- 第1赛段 – 一张「迅速通關卡」（Express Pass），获得的队伍可以在比赛中使用以跳过任一任务。
- 第2赛段 – 每个成员获得一份Fitbit手表和健康套装，此外还有私人厨师、烹饪课程以及一年健身房会员或一年新鲜蔬果配送服务。
  - 约会之夜：一次日式温泉约会。
- 第3赛段 – 捷克布拉格双人游。
  - 约会之夜：在提示站的海滩度过浪漫之夜。
- 第4赛段 – 墨西哥巴亚尔塔港双人游。
  - 约会之夜：昭拍耶河浪漫游船之夜。
- 第5赛段 – 每人获得一辆2015款福特福克斯。
  - 约会之夜：在巴伐利亚公共天文台度过浪漫之夜。[11]（未播出）
- 第6赛段 – 南非开普敦双人游。
  - 约会之夜：在蔚藍海岸酒店度过浪漫之夜。
- 第7赛段 – 每人获得5,000美元奖金。
- 第8赛段 – 新西兰皇后镇双人游。
- 第9赛段 – 韩国首尔双人游。
- 第10赛段 – 每人获得一套Fitbit健康套装，以及队员自行选择的一部手机和一台笔记本电脑，此外还有一套家用健身器械或一年健身房会员。
- 第11赛段 – 印度果阿邦双人游。
- 第12赛段 – 一百万美元。

## 每集标题语录
每集节目的标题均是选手所说过的话，每集的标题如下。
1. "Great Way to Start a Relationship （日本东京）" – Hayley
2. "I Got the Smartest Dude （日本长野）" – Jackie and Laura （三人都用这句话描述自己的搭档）
3. "#MurphysLaw （泰国普吉）" – Harley
4. "The Great Amazing Nasty Race （泰国曼谷）" – Hayley
5. "Get in That Lederhosen, Baby （德国巴伐利亚）" – Tyler
6. "Smells Like a Million Bucks （摩纳哥）" – Tyler
7. "Back in Business （纳米比亚）" – Hayley
8. "Moment of Truth （纳米比亚）" – Tyler
9. "Can I Get a Hot Tub! （荷兰阿姆斯特丹）" – Tyler
10. "Fruits of Our Labor （秘鲁）" – Jenny
11. "In It to Win It （秘鲁）" – Tyler
12. "Monster Truck Heroes" – Jenny

## 旅程
美国 →  日本 →  泰國 →  德国 →  法國 →  摩納哥 →  纳米比亚 →  荷蘭 →  秘魯 →  美国

## 赛段摘要

### 第1赛段（美国 → 日本）

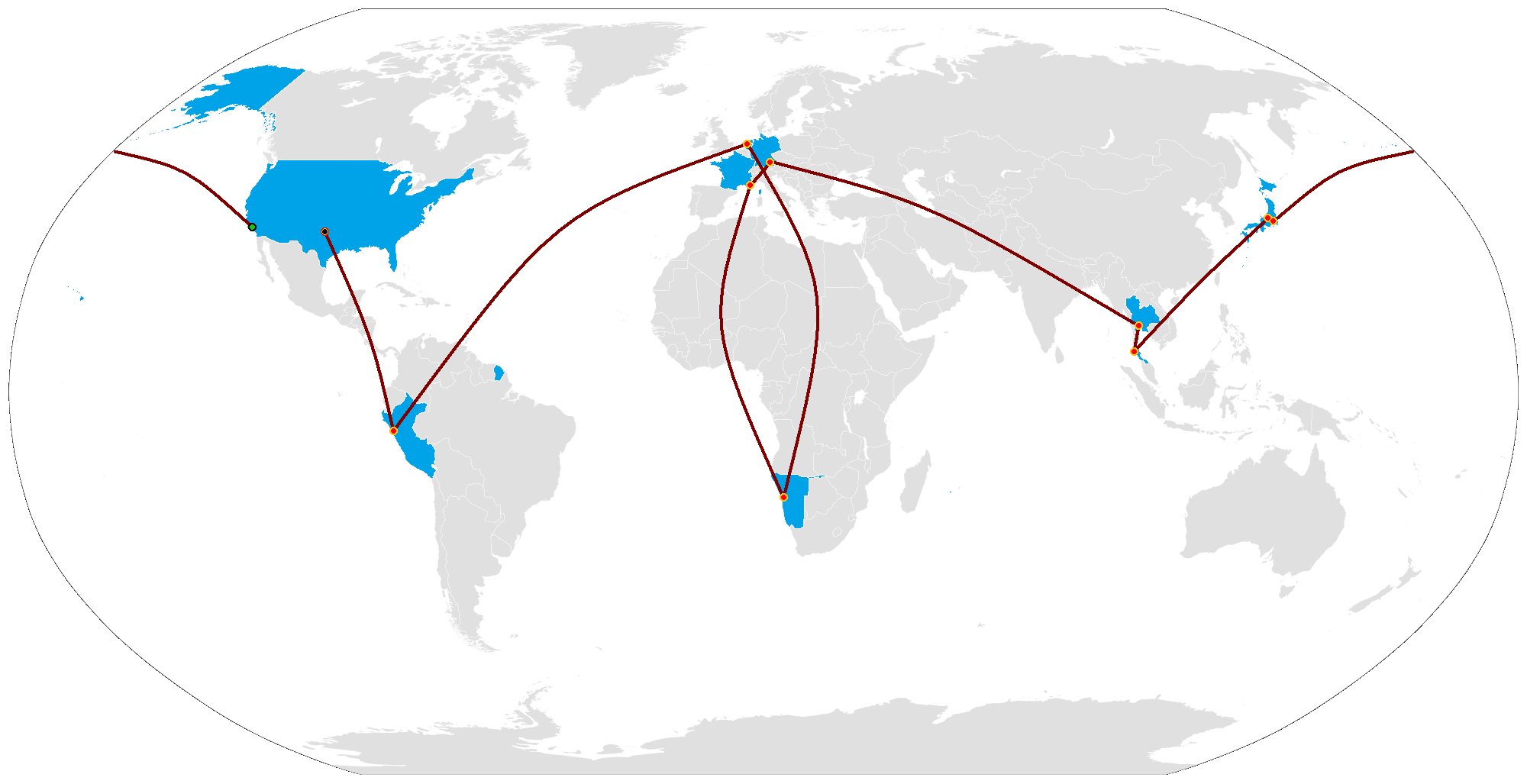
第26季路线图

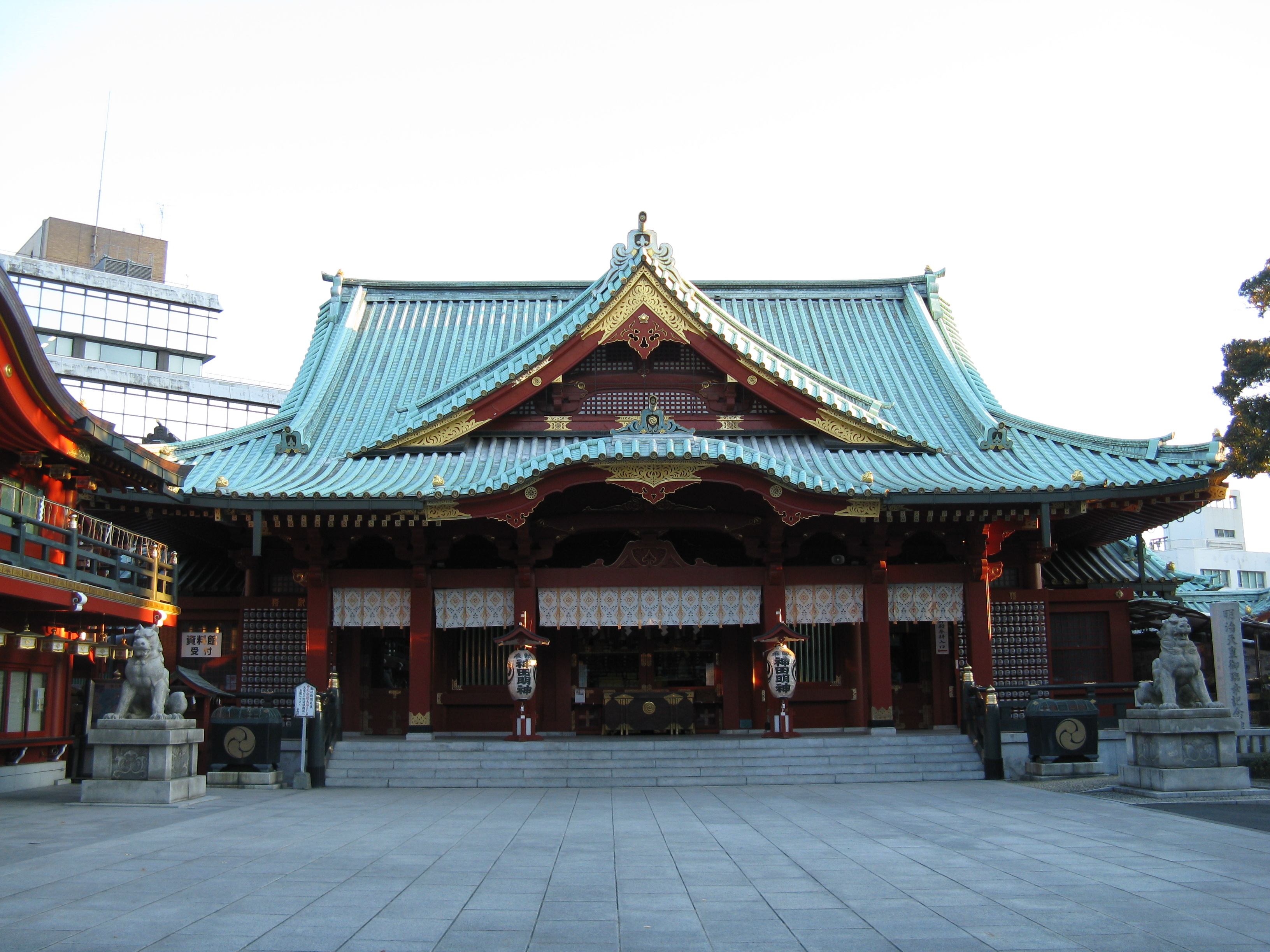
到达东京后，各队前往神田明神

播出日期：2015年2月25日
- 美国加利福尼亚州卡斯泰克（卡斯泰克湖）（起点）
- 洛杉矶（洛杉矶国际机场）到 日本东京（成田国际机场）
- 千代田區（神田明神）
- 新宿区（新宿中央公園）或中野區（中野坂上小鸡酒馆）
- 新宿区（若叶东公园）
- 千代田區（秋葉原秋葉原UDX – 停车场）

起点任务：各参赛队伍需要穿过一片泥塘，完成障碍赛跑，之后可以获得前往日本东京的机票。前八支完成任务的队伍将获得第一班飞机的机票，而后三支队伍只能乘坐第二班飞机。拿到机票后，各队驾驶带有标记的福特混合动力汽车前往洛杉矶国际机场。
绕道：到达东京后，各队前往神田明神获得绕道线索，绕道任务要求各队从以下两个任务中选择一个完成：
- “机械舞”（Syncing Steps）：队伍须前往新宿中央公園，学习一套机械舞的同步舞蹈，并与世界秩序乐团的成员共同表演，准确无误地完成表演之后便可获得下一条线索。
- “武士清酒”（Samurai Sake）：队伍需前往中野坂上站旁的小酒馆，记住十款清酒的名字。然后一个队员要接受一桌武士的点单，传达给另一名队员，后者需要从酒柜上众多清酒中找到武士想要的一款酒。两名队员把酒交给武士，与武士共饮一杯之后便可获得下一条线索。

绕道任务之后，各队选手需要前往若叶东公园获得下一条线索。这里同时还有匿名双重回转。Mike & Rochelle回转了Jeff & Lyda，而Jeff & Lyda回转了Jeff & Jackie，但此时Jeff & Jackie已经领先于他们，因而回转没有生效。之后各队前往秋叶原，在UDX大楼“附近”寻找一处停车场，本赛段提示站就在这个停车场中。

### 第2赛段（日本）
播出日期：2015年2月27日

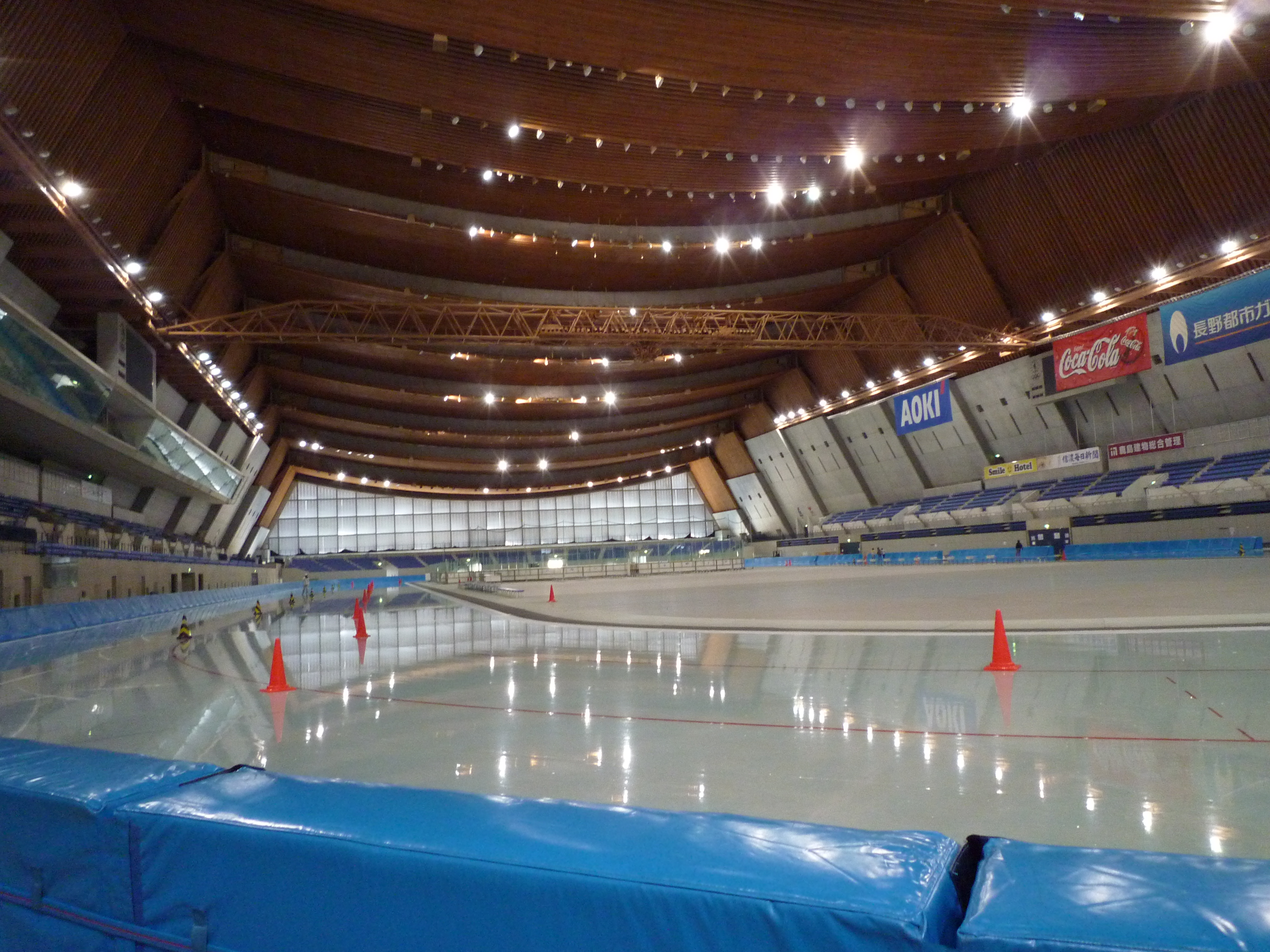
本赛段中绕道任务在长野市完成，为了纪念1998年冬季奥运会，其中一项任务就在奥运比赛场馆M-Wave完成

- 港区（品川站）或千代田區（秋叶原站）到长野市（长野站）
- 长野市（松代城）
- 长野市（善光寺西门）
- 长野市（土鍋味噌豚骨餐厅或M-Wave（日语：エムウェーブ））
- 长野市（中庭大门）

本赛段开始，各队须乘坐新干线前往长野市，到达之后前往松代城获得下一条路障任务线索。
路障：“谁能打开盒子？”（"Who can think outside of the box?"）：一名队员需要解开日本传统的寄木細工秘密盒，盒中装有一条密码，队员需要将密码告诉门口的守卫才能进入城堡获得下一条线索。其中一个线索信封中装有“约会之夜”的邀请，Harley & Jonathan获得了这个邀请。
绕道：各队在路障之后前往长野市最大的佛教寺院善光寺获得绕道任务的线索，在不知道任务内容的情况下仅根据两个任务的名称选择一项完成。这两项任务是：
- “分享”（Share）：队伍需要前往土鍋味噌豚骨餐厅，仅用一双筷子互相喂对方吃完一碗拉面，与此同时桌旁还有一个大电风扇向他们吹风。两人都吃完拉面之后，服务员会交给他们下一条线索。
- “椅子”（Chair）：队伍需要前往奥运场馆M-Wave（日语：エムウェーブ），在场馆内的速滑冰道上，一名队员坐在一个雪橇上的椅子上，另一名队员需要推着他滑完整个跑道，一圈之后，二人交换。若两圈总耗时不超过3分55秒，队伍即可获得下一条线索。之后各队须前往位于中庭大门的提示站。

### 第3赛段（日本 → 泰国）
播出日期：2015年3月6日

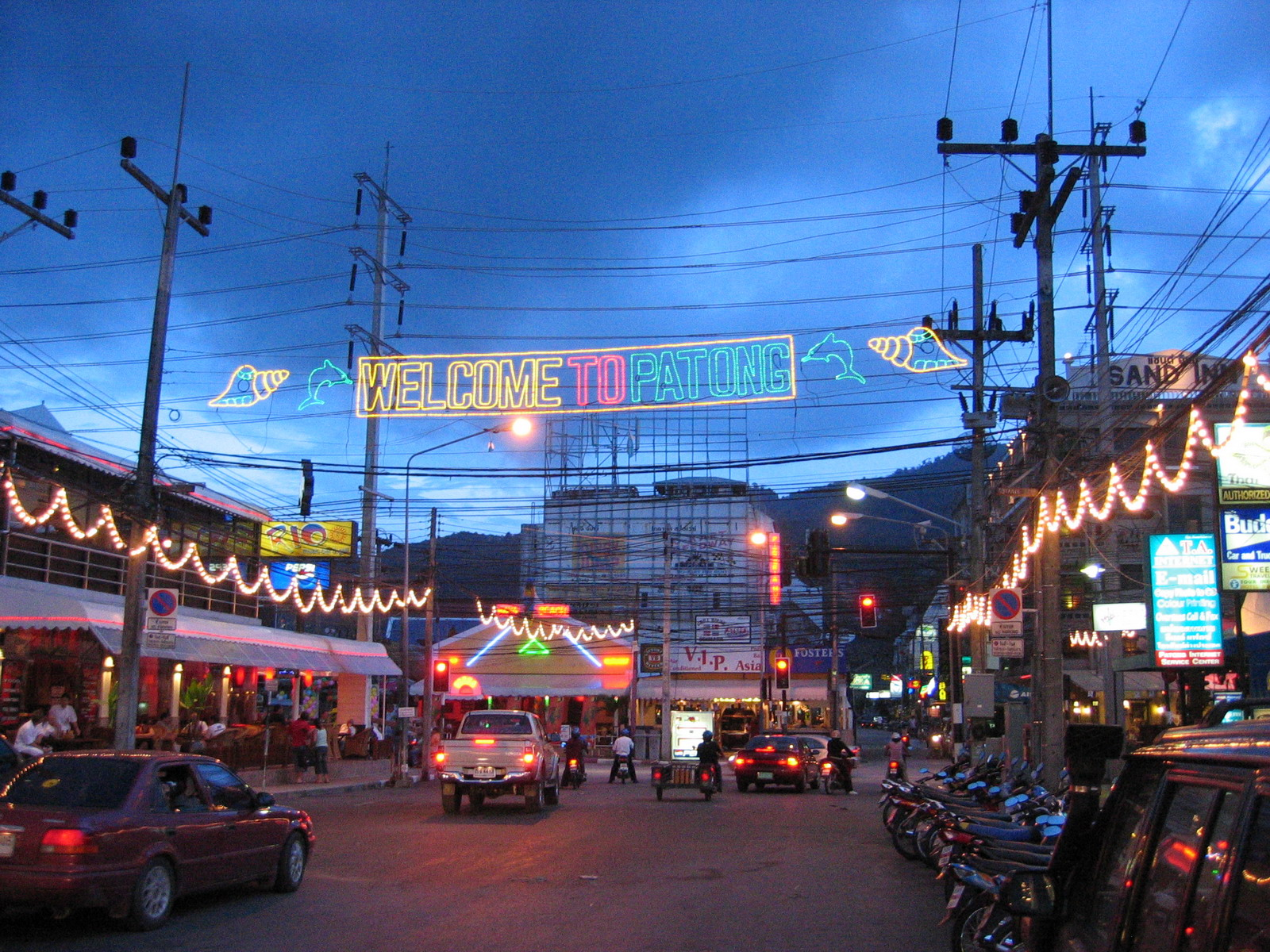
本赛段围绕普吉市芭东海滩展开比赛

- 长野市（长野站）到新宿区（新宿站）（本段未播出）
- 东京（成田国际机场）到 泰國普吉市（普吉国际机场）
- 普吉市（芭东海滩 – 酒吧街）
- 普吉市（芭东海滩家庭旅館）（过夜休息）
- 普吉市（“反转屋”）
- 普吉市（普吉威克公园或丛林飞梭）
- 普吉市（芭东海滩 – My Way卡巴莱夜总会）[AT1]
- 普吉市（斯攀瓦酒店 – 巴巴巢屋顶酒吧）

本赛段开始，各队飞往泰国普吉，并前往芭东海滩的酒吧街，找到一个带着自拍杆的男子，获得第二天早上的出发时间。次日清晨，各队获得线索前往“反转屋”（Baan Teelanka）寻找下一条绕道任务的线索。
绕道：各队需要从下面两条任务中选择一个：
- “滑水”（Ski）：队伍需要前往普吉威克公园（Phuket Wake Park），每个队员需要沿赛道滑水一圈，完成后即可获得下一条线索。
- “丛林”（Tree）：队伍需要前往丛林飞梭餐厅（Flying Hanuman），装扮成餐厅侍应生之后用溜索穿过丛林，给树顶餐厅的顾客送一桌完整的菜品。送餐完成后，队伍即可获得下一条线索。其中一条线索中附有“约会之夜”邀请，由Bergen & Kurt获得。

[AT1]：绕道任务完成之后，各队需前往My Way卡巴莱夜总会（My Way Cabaret）。在夜总会，各队需要装扮成变性舞女的造型，学习一段舞蹈并在观众面前表演。得到夜总会经理的认可之后便可获得下一条线索，前往位于斯攀瓦酒店的提示站。

### 第4赛段（泰国）
播出日期：2015年3月13日

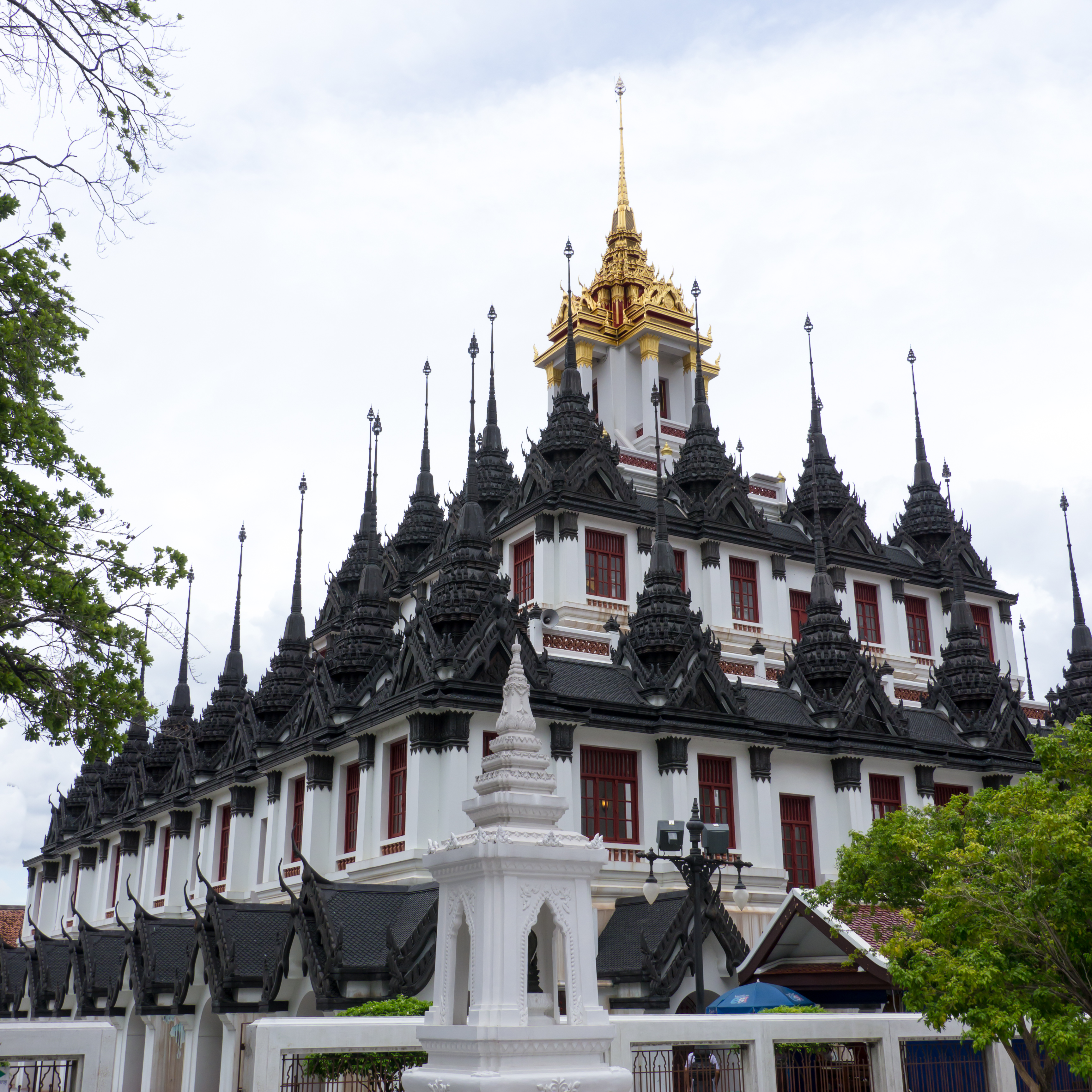
本赛段的提示站位于曼谷的王孙庙

- 普吉市（普吉国际机场）到曼谷（廊曼国际机场）
- 曼谷（龙船寺）
  -  曼谷（龙船寺 – Mekhala码头）
- 曼谷（斯诺克俱乐部与Caturday咖啡店或越干佛寺食品市场与北榄府寺）
- 曼谷（巴吞旺）
- 曼谷（王孙庙）

绕道：各队飞往泰国首都曼谷，并前往龙船寺，获得下一条绕道任务和减速障碍的线索。绕道任务要求队伍从下列任务中选择一个完成：
- “陆路”（Wheel）：队伍需要前往沙吞路搭乘嘟嘟車前往斯诺克俱乐部。到达俱乐部之后，各队需要在球桌上打进一颗红球。完成之后各队会获得一瓶牛奶，然后需要将牛奶送到Caturday咖啡店，用牛奶喂店里的猫，完成后便会从店主那里得到下一条线索。
- “水路”（Water）：队伍需要步行前往中心码头，搭乘水上計程車到塔琅寺码头（Wat Intharam Pier），寻找越干佛寺食品市场（Wat Klang Food Market）。到达市场之后，每个队员需要吃下一颗皮蛋，然后将获得一个金属牌指引他们前往北榄府寺（Wat Paknam Bhasicharoen），在寺庙中完成一次泰国传统的祈祷仪式之后便可获得下一条线索。

减速障碍：在减速障碍任务中，Harley & Jonathan这一队伍需要用芦苇叶组装一个泰国传统手工艺品蚱蜢，完成之后才可继续绕道任务。
路障：“谁想抓紧扳手？”（"Who's feeling clutchy?"）：完成绕道任务之后，各队需要前往巴吞旺的一个汽车修理店。一名队员需要使用电动工具拆开一个引擎的变速器，取出其中的一把螺丝刀。打开螺丝刀的手柄即可获得下一条线索，前往位于“金属城堡”，即王孙庙（Loha Prasat）的提示站。

### 第5赛段（泰国 → 德国）
播出日期：2015年4月3日

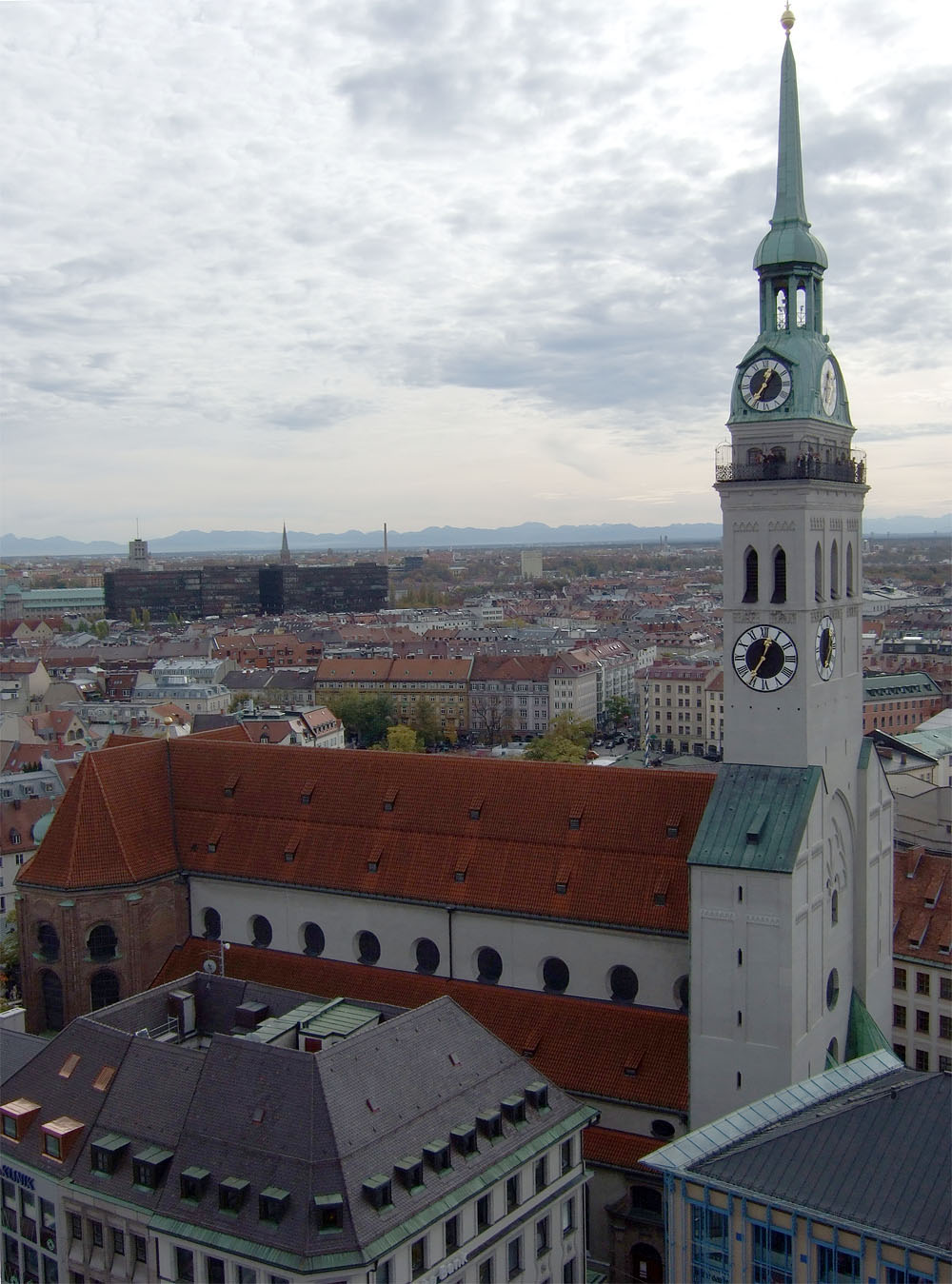
到达慕尼黑之后，各队要登上圣伯多禄教堂钟楼的塔顶寻找街道上的汽车

- 曼谷（素万那普机场）到 德国巴伐利亚慕尼黑（慕尼黑机场）
- 奥伯丁（慕尼黑机场航站楼站（英语：Munich Airport Terminal station））到 慕尼黑（慕尼黑玛利亚广场站（英语：München Marienplatz station））
- 慕尼黑（啤酒節服裝店）
- 慕尼黑（圣伯多禄教堂）[AT1]
- 慕尼黑（黑金属工厂）[AT2]
- 施利尔塞（施利尔湖）[AT3]
- 菲施巴豪（Wolfsee Halle餐厅）
- 施利尔塞（马库斯·瓦斯梅尔博物馆）
- 施利尔塞（施佩青湖（英语：Spitzingsee））

本赛段开始，各队从曼谷飞往德国慕尼黑，然后搭乘轨道交通前往慕尼黑市区的一家服装店，换上参加啤酒节的盛装。
[AT1]：换装完成后，各队步行前往圣伯多禄教堂，登上钟楼的塔顶寻找街道上停放的八辆带标记的福特福克斯之一。
[AT2]：之后各队需要驾驶找到的汽车前往黑金属工厂（Schwarz Metall Manufaktur），用福特福克斯的后视摄像头引导，倒车穿过厂房内的冬日仙境，同时收集线索拼出“施利尔湖”（Schliersee）一词，便可获得下一条线索前往施利尔湖。 
[AT3]：到达施利尔湖之后，各队需要划船到湖中心，取到下一条绕道任务的线索。
绕道：绕道任务要求队伍从以下两项任务中选择一项完成：
- “啤酒杯”（Stein）：各队两人需要一次端起22满杯啤酒，穿过啤酒节的狂欢人群，不掉落，不泼洒，安全送到目的地之后便可获得下一条路障任务的线索。
- “叠箱子”（Stack）：各队需要垂直叠起15层空啤酒箱，叠起之后便可获得下一条路障任务的线索。

路障：“谁想唱情歌？”（"Who's cuddling a "woo"?"）：完成绕道任务之后，各队需要前往马库斯·瓦斯梅尔博物馆（Markus Wasmeier Museum）。一名队员要向当地人学习一首巴伐利亚传统情歌，然后爬上梯子，唱给自己站在二楼阳台的队友。如果唱错歌词或跑调，二楼的当地人会把一桶水浇到他头上；如果没有出现错误则可以获得下一条线索，前往位于施佩青湖畔的提示站。

### 第6赛段（德国 → 法国 → 摩纳哥 → 法国）
播出日期：2015年4月10日

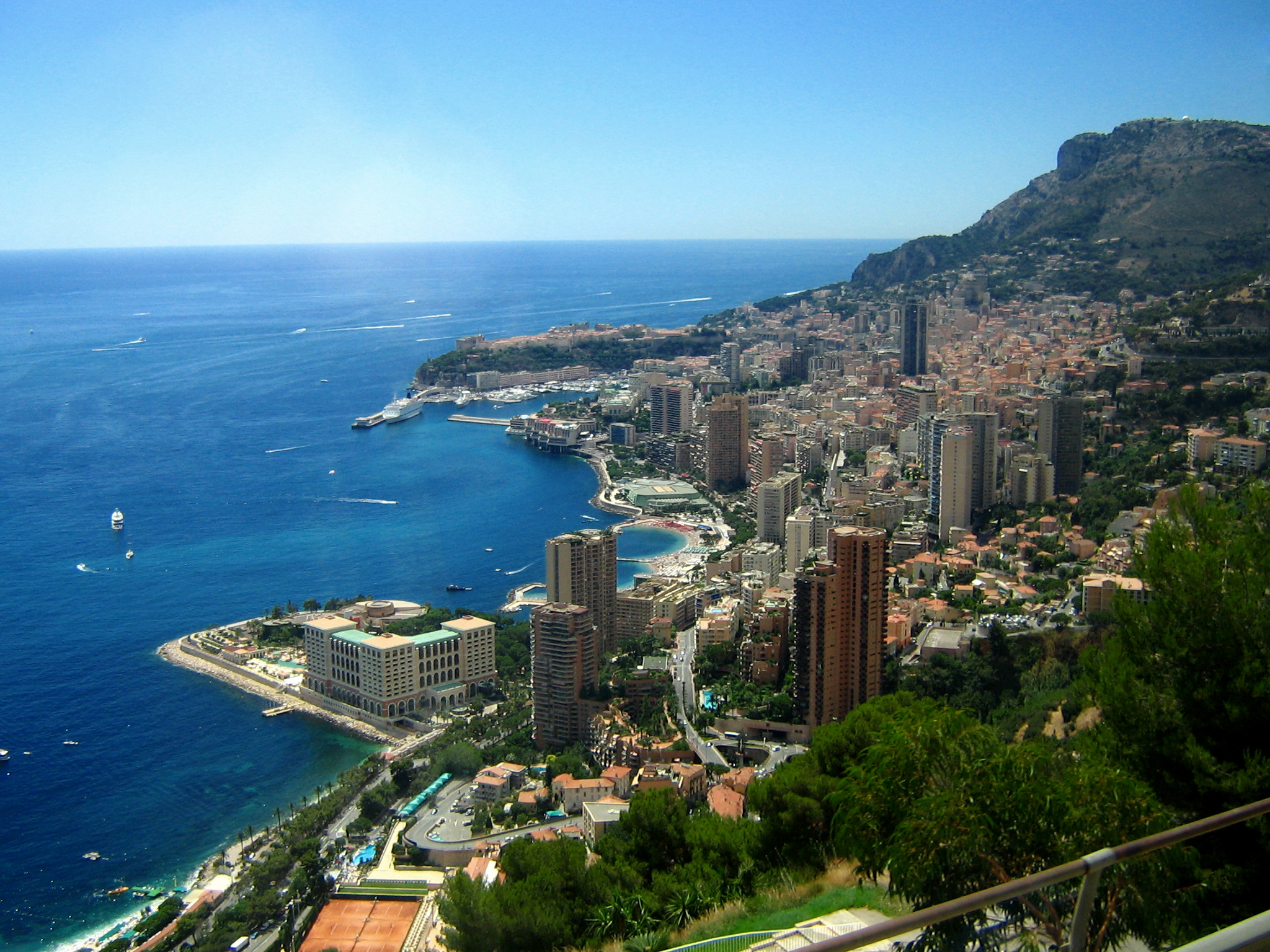
本赛段围绕摩纳哥展开，图为摩纳哥全景

- 慕尼黑（慕尼黑机场）到 法國普罗旺斯-阿尔卑斯-蓝色海岸大区尼斯（尼斯蓝色海岸机场）
- 尼斯（威斯敏斯特酒店）
- 尼斯（尼斯蓝色海岸机场）到 摩納哥芳特维耶（摩納哥直升機場）
- 摩纳哥城（赫丘利港）
- 蒙特卡洛（蒙特卡洛大赌场）
- 法国埃兹（埃兹圣母升天教堂）或法国拉蒂尔比耶（Rockside悬崖）

- 法国圣让卡普费拉（Passable海滩酒店）

赛段开始，各队从慕尼黑飞往法国尼斯，到达之后前往当地的威斯敏斯特酒店（Hotel Westminster），换上正装和晚礼服之后次日早晨乘直升机前往摩纳哥。
路障：“谁想款待伴侣？”（"Who wants to treat their partner?"）：到达摩纳哥后，一名队员需要步行在摩纳哥寻找摩纳哥王妃格蕾丝·凯利最爱的两件东西。队员需要先到一个鲜花摊买到玫瑰，再到一家巧克力店买到巧克力，然后步行到赫丘利港（Port Hercules）把玫瑰和巧克力送给在游船上等待的队友，便可获得下一条线索前往蒙特卡洛大赌场。
绕道：到达蒙特卡洛大赌场之后，各队需要旋转轮盘，以此决定选择以下哪一项绕道任务，然后选择一辆福特Festiva，自驾前往任务地点。
- “以鼻定胜负”（Win By a Nose）：轮盘珠子落在黑色数字的队伍需要完成此项任务。任务要求队伍前往法国埃兹的圣母升天教堂（Église Notre-Dame-de-l'Assomption d'Èze），按照配方用12种原料配制一瓶香水和一瓶古龙水，交给评审评判，若配制正确即可获得下一条线索前往提示站。
- “不要懈怠”（Don't Slack Off）：轮盘珠子落在红色数字的队伍需要完成此项任务。任务要求队伍前往法国拉蒂尔比耶，在2000英尺（610米）高的悬崖峭壁上，用滑索滑到对面，再从绳索上走钢丝回到出发点，两人都完成后便可获得下一条线索前往提示站。

### 第7赛段（法国 → 纳米比亚）
播出日期：2015年4月17日

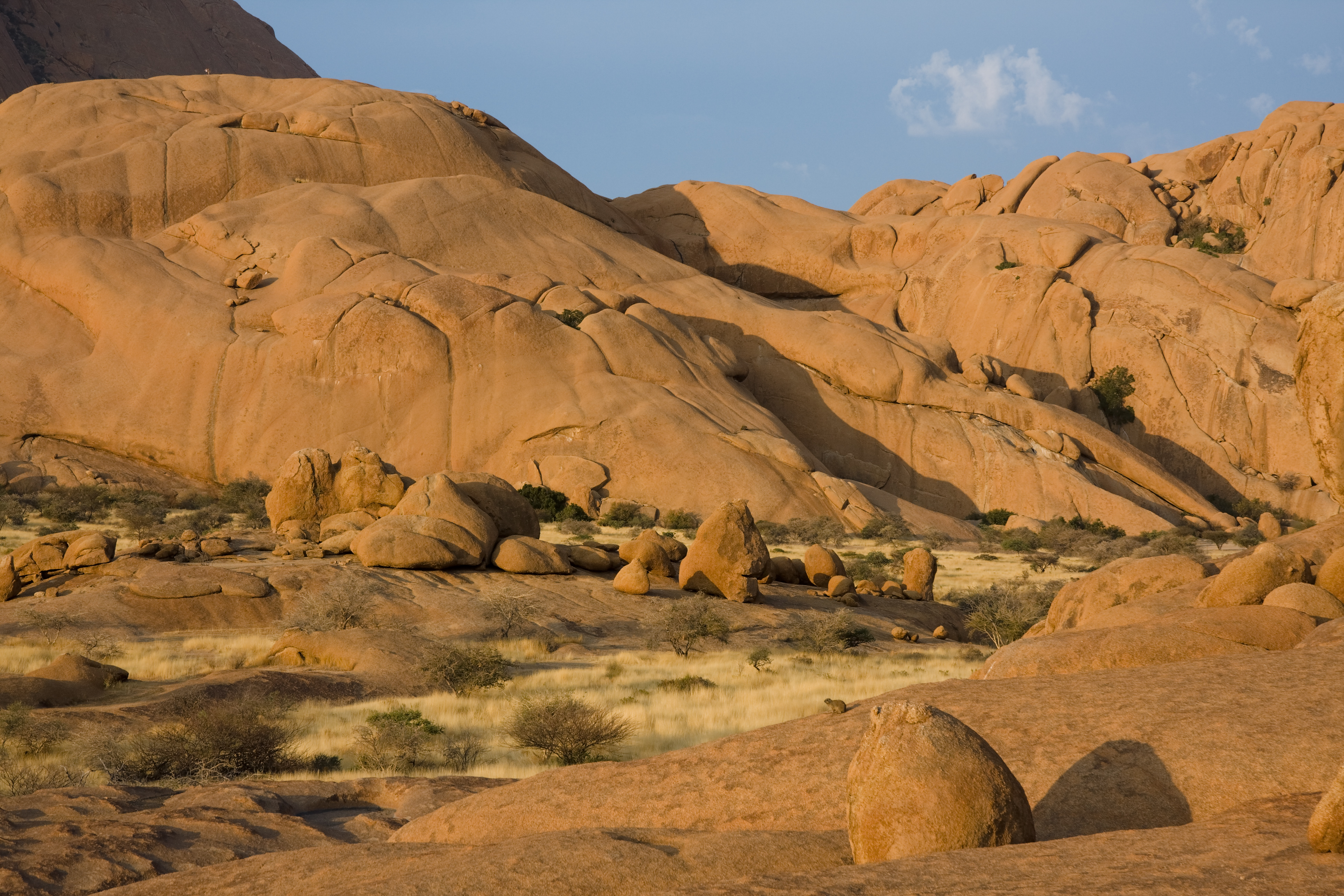
本赛段的提示站位于纳米比亚著名景点史匹兹柯普，这是一处以花岗岩为主要特色的风景区

- 尼斯（尼斯蓝色海岸机场）到 纳米比亚温得和克（霍齐亚·库塔科国际机场）
- 温得和克（霍齐亚·库塔科国际机场）到奧馬魯魯（埃林迪私人动物保护区（英语：Erindi Private Game Reserve））
- 奥马鲁鲁（埃林迪私人动物保护区 – 布希曼人村庄）
- 奥马鲁鲁（埃林迪私人动物保护区 – 护林员总部）
- 史匹兹柯普（英语：Spitzkoppe）

本赛段中，各队需要飞往纳米比亚首都温得和克，到达后每队需乘坐一架小飞机前往埃林迪私人动物保护区。到达保护区之后，各队需要驾车前往保护区内布希曼人村庄。前往村庄的途中需要找到一处舔盐堆，拿到一块为动物补充矿物质的舔盐砖。
路障：“谁想感受干草？”（"Who's feeling grassy?"）：到达村庄后，各队打破装有线索的蛋，得到路障任务的线索。路障任务要求各队在当地的布希曼人指导下，用树枝和干草搭建一个当地的传统小屋。搭建完成并获得当地人的认可之后即可获得下一条线索。
绕道：离开布希曼人村庄后，各队需要驾车前往护林员的总部，把之前拿到的舔盐交给护林员之后即可获得线索，从以下两项与纳米比亚野生动物相关的任务中选择一项完成。
- “追踪”（Track）：任务要求各队乘坐卡车，手持天线和信号接收仪器，利用遥测技术追踪一只非洲象。找到大象之后，队员即可从卡车驾驶员手中得到下一条线索，驾车前往位于史匹兹柯普（英语：Spitzkoppe）的本赛段提示站。
- “打包”（Pack）：任务要求各队将角马肉切成无骨的小块，装满一桶之后乘上卡车，把肉块投喂给一群非洲野犬。完成之后，各队即可获得下一条线索前往位于史匹兹柯普（英语：Spitzkoppe）的本赛段提示站。

### 第8赛段（纳米比亚）
播出日期：2015年4月17日

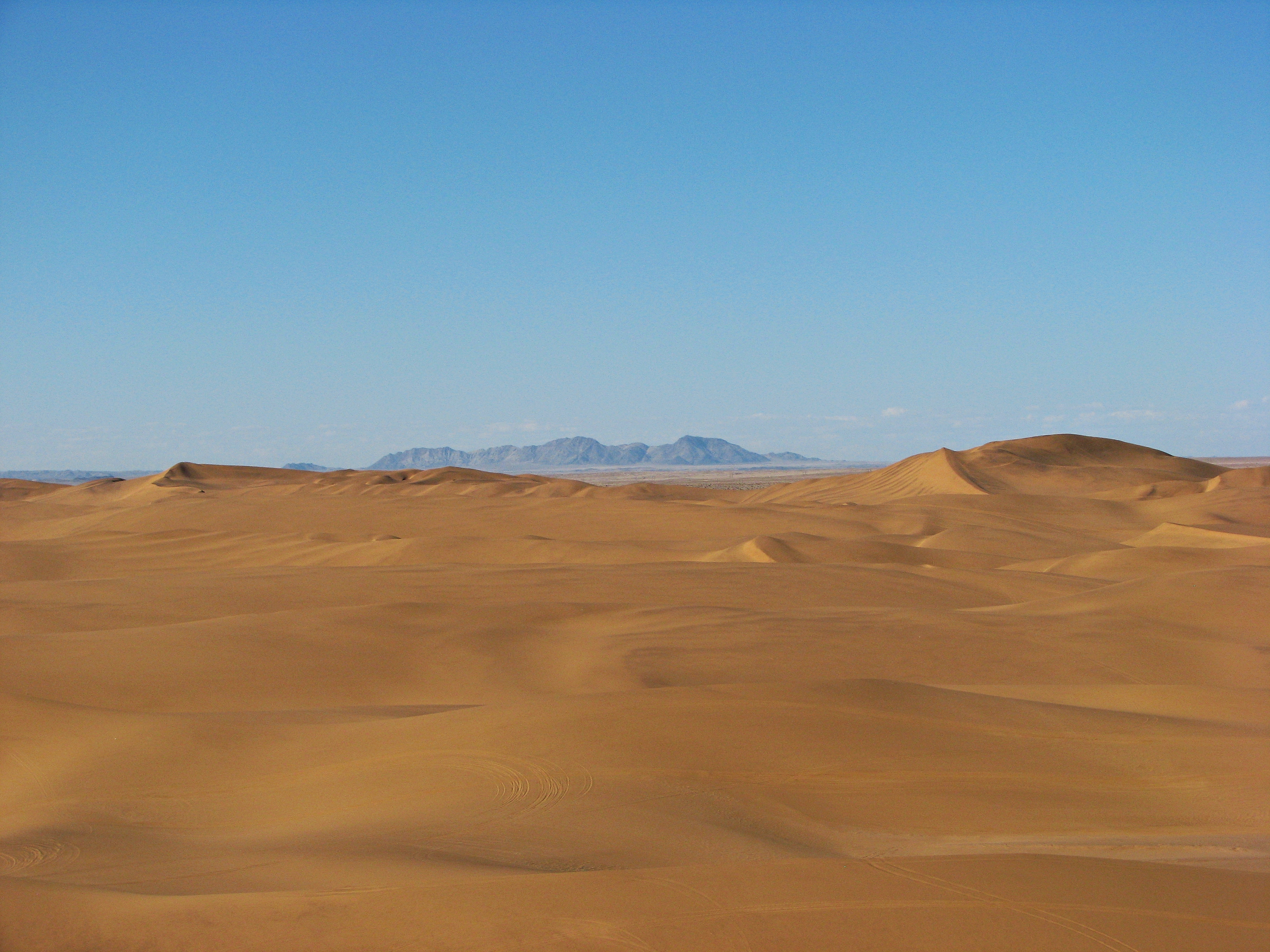
本赛段的绕道任务在多罗布国家公园的沙漠中进行

- 斯瓦科普蒙德（斯瓦科普蒙德书店）[AT1]
- 斯瓦科普蒙德（斯瓦科普蒙德跳伞俱乐部 – 跳伞点）
- 埃龙戈区（多罗布国家公园）
- 埃龙戈区（Goanikontes绿洲 – 月亮谷景区）[AT2]

[AT1]：本赛段开始，各队前往纳米比亚海滨城镇，前德国殖民地斯瓦科普蒙德，在这里的书店中找到当地的德文报纸《汇报》（Allgemeine Zeitung），并从报纸中找到隐藏的线索，翻译成英文即可获得需要前往的下一地点。
路障：“谁想要天空盒？”（"Who has always wanted to skydrop?"）各队需要前往斯瓦科普蒙德跳伞俱乐部的跳伞点，完成路障任务，上一赛段排名垫底的Aly & Steve还需要在此之前额外完成减速障碍任务。路障任务要求参与队员观察飞机上扔下的手提箱，在荒原中步行1英里（1,600）左右找到箱子的落地点，拿到箱子之后走到附近的山丘上，找到Travelocity的地精吉祥物，走回起点与队友会合之后即可打开箱子看到下一条线索。
减速障碍：在减速障碍任务中，上一非淘汰赛段中排名垫底的Aly & Steve需要组装四架用回收的易拉罐制成的玩具飞机，完成之后即可继续比赛，开始路障任务。
绕道：路障任务之后，各队前往多罗布国家公园的沙漠中，从以下两项任务中选择一项完成：
- “工作”（Work）：任务要求各队帮助当地人，用汽车拖着五个轮胎，平整崎岖不平的沙土道路。全程5英里（8.0），完成之后获得工头的认可即可得到下一条线索。
- “玩耍”（Play）：任务要求各队在沙丘上参与滑沙运动，沿指定路线走上沙丘，然后用滑沙板滑下。滑到沙丘底部之后，一名专业滑沙运动员会交给他们下一条线索。

[AT2]：绕道任务之后有双重回转，其中Matt & Ashley回转了Jelani & Jenny，Laura & Tyler回转了Aly & Steve。各队之后获得线索前往月亮谷景区。各队需要从骆驼、驴、劍羚和斑马四种动物中选择一种，牵着它走到最终的提示站。

### 第9赛段（纳米比亚 → 荷兰）
播出日期：2015年4月24日

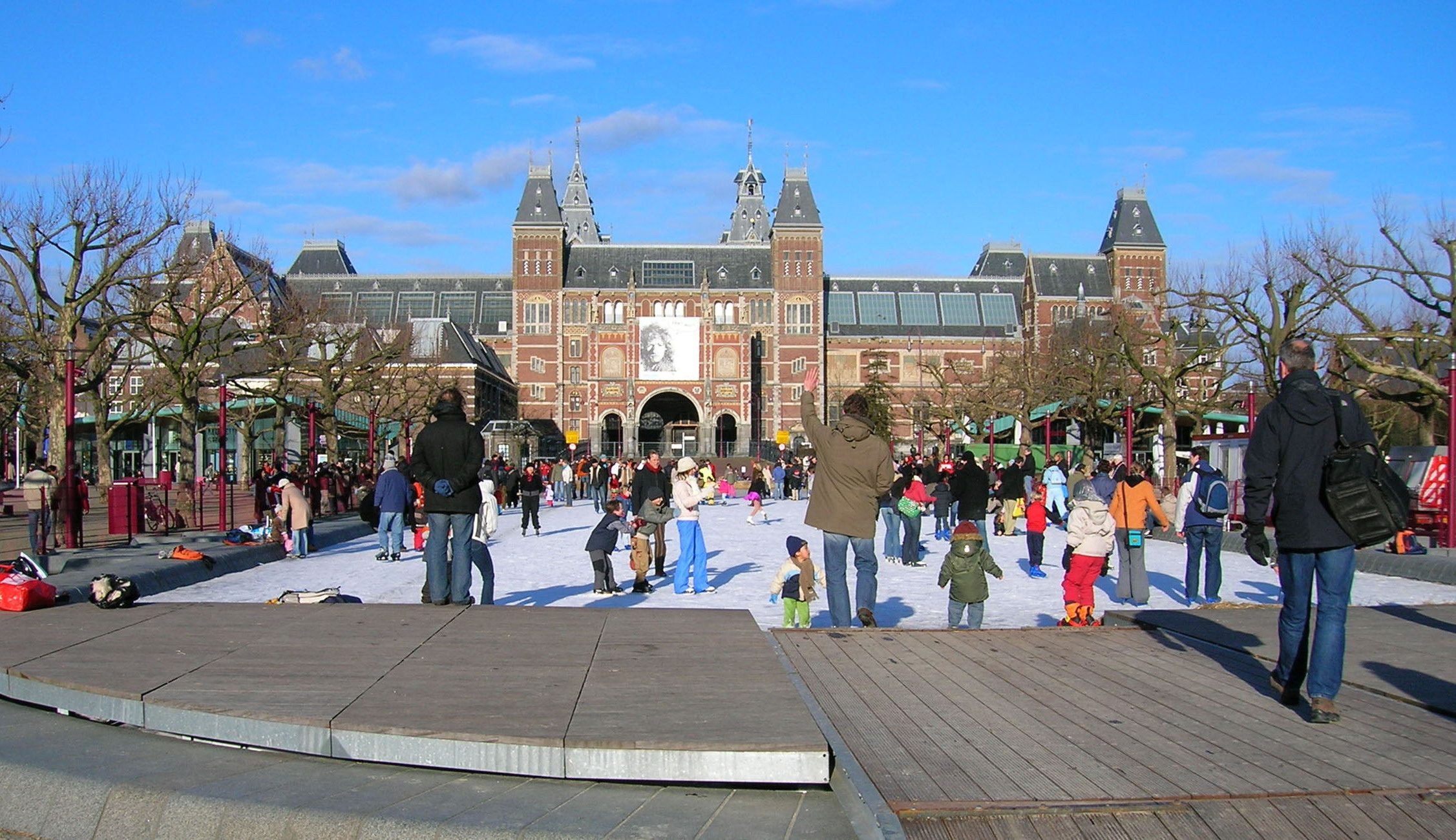
本赛段提示站位于荷兰阿姆斯特丹博物馆广场的滑冰场

- 温得和克（霍齐亚·库塔科国际机场）到 荷蘭阿姆斯特丹（阿姆斯特丹史基浦機場）
- 北荷兰省奥德科克安德阿姆斯特尔（英语：Ouderkerk aan de Amstel）（Jagershuis酒店）
- 阿姆斯特丹（鑄幣塔）
- 阿姆斯特丹（博物馆广场滑冰场）

本赛段开始，各队回到纳米比亚温得和克，飞往荷兰首都阿姆斯特丹。到达后前往北荷兰省的奥德科克安德阿姆斯特尔，到Jagershuis酒店完成路障任务。
路障：“谁有好看的木鞋？”（"Who's got a nice set of klompen?"）：一名队员需要换上传统荷兰服装，观察一只荷兰木鞋，仅凭记忆在几百双木鞋中找到与其相配对的另一只。找到正确的木鞋之后，鞋匠便会交给他们下一条线索。
绕道：各队接下来需要骑自行车沿阿姆斯特尔河前往阿姆斯特丹，找到铸币塔，获得绕道任务的线索。绕道任务要求各队从以下两项任务中选择一项完成：
- “浸泡”（Soak）：任务要求各队驾驶电动浴缸船沿阿姆斯特丹运河航行，沿途需要解开三个畫謎，组成“滑冰场”（Ice Skating Rink）一词，便可获得下一条线索，前往位于博物馆广场滑冰场的提示站。
- “推掷”（Shuffle）：任务要求各队参加一种当地传统的沙狐球游戏“sjoelen”，两人共获得51分即可获得下一条线索，前往位于博物馆广场滑冰场的提示站。

### 第10赛段（荷兰 → 秘鲁）
播出日期：2015年5月1日

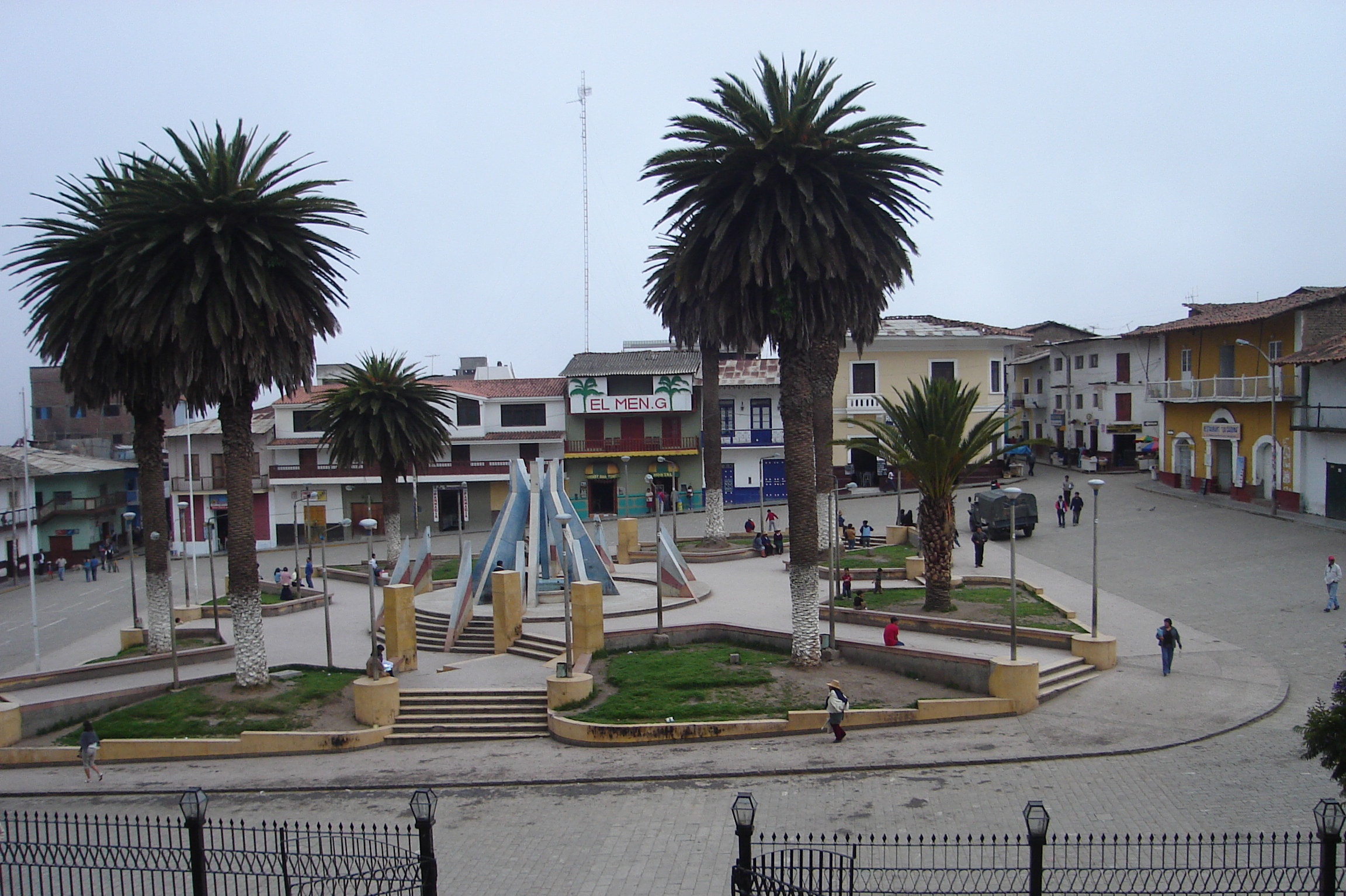
本赛段提示站位于奥图斯科的圣女门

- 阿姆斯特丹（阿姆斯特丹史基浦機場）到 秘魯特鲁希略（特鲁希略国际机场（英语：Cap. FAP Carlos Martínez de Pinillos International Airport））
- 特鲁希略（阿玛斯广场（英语：Plaza de Armas of Trujillo (Peru)））
- 特鲁希略（默塞德广场）
- 拉利伯塔德大区（圣费尔南多庄园）
- 奥图斯科（拉蒙·卡斯蒂拉公园） [AT1]
- 奥图斯科（奥图斯科中心市集 或 土豆田与奥图斯科中心市集）
- 奥图斯科（圣女门）

本赛段开始，各队从荷兰飞往秘鲁特鲁希略。到达之后需要前往阿玛斯广场，参加当地的烟火节，并从乐队手中获得次日的出发时间。
次日早晨，各队获得线索前往默塞德广场（Plazuela de la Merced），找到一个擦鞋摊之后获得下一条线索前往圣费尔南多庄园（Fundo San Fernando）。而上一非淘汰赛段垫底的Matt & Ashley需要在此完成减速障碍任务才可继续。
减速障碍：在减速障碍任务中，Matt & Ashley需要用旧式打字机填写两份大羊驼租借申请，完成之后才可以继续比赛。
路障：“谁想掌管农田？”（"Who wants to take charge in the field?"）：到达庄园后，一名队员需要收割一排甘蔗。收割完一整排的甘蔗之后，当地的农民会把下一条线索交给队员。各队获得线索之后需要记录下自己Fitbit运动手环上的步数和消耗热量数的数据，然后带上一捆甘蔗才能离开前往下一地点拉蒙·卡斯蒂拉公园（Parque Ramón Castilla）。
[AT1]：完成路障之后，各队需要前往位于安第斯山城镇奥图斯科的拉蒙·卡斯蒂拉公园。在这里，各队需要把甘蔗交给当地人，然后根据之前记录好的运动数据，用计算器计算出步行多少步才能消耗一杯鲜榨甘蔗汁的576卡路里（2,410千焦耳）热量。计算完成后，各队需要喝下一杯鲜榨甘蔗汁，然后便可获得下一条线索。
绕道：在接下来的绕道任务中，各队需要从以下两项任务中选择一项完成。
- “大妈”（Mamas）：此项任务中，各队需要在奥图斯科街头的市集中找到五家不同的店铺，获得一份购物清单之后根据清单买到九种酿酒的原料。正确买到九种原料，并交给酿酒大妈之后，各队会获得一杯酒和下一条线索，步行前往位于圣女门（Virgin de La Puerta）的提示站。
- “大叔”（Papas）：此项任务中，各队需要到一片土豆田，把一堆土豆按种类分开，运到市集的土豆摊之后，把四种土豆装到四个分开的木框中。如果分类正确，土豆摊主会把下一条线索交给队员。各队之后需要步行前往位于圣女门（Virgin de La Puerta）的提示站。

### 第11赛段（秘鲁）

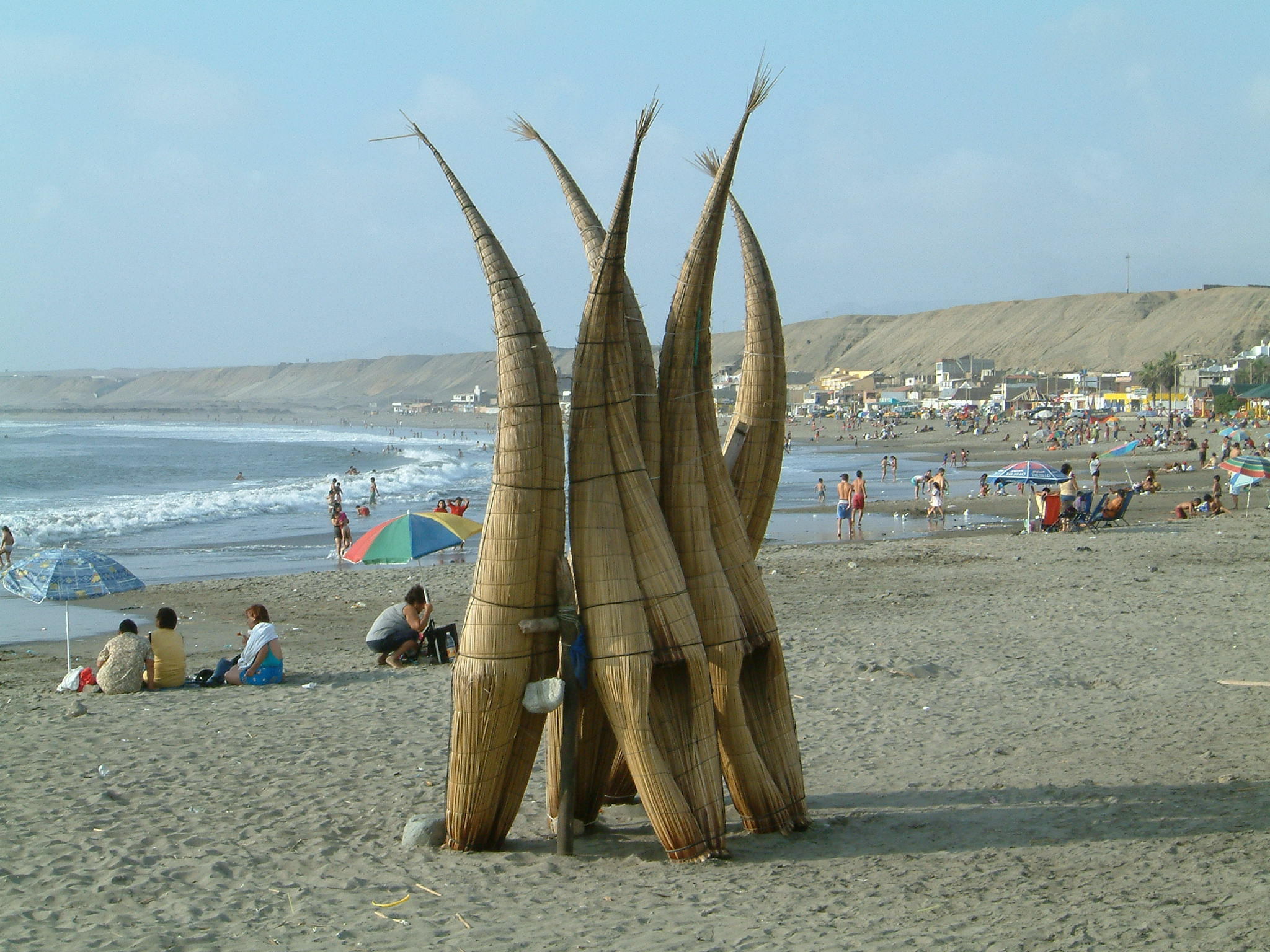
本赛段路障任务要求队员划着万查科当地的特色小船（图）到海中取得线索

播出日期：2015年5月8日
- 特鲁希略（特鲁希略国立大学（英语：National University of Trujillo）） [AT1]
- 特鲁希略（Caballo de Paso教堂 或 昌昌）
- 万查科（英语：Huanchaco）（利贝拉大道和曼科·卡帕克街角雕塑）
- 万查科（海滩）
- 万查科（圣母院）

[AT1]：赛段开始，各队需要回到特鲁希略，找到位于特鲁希略国立大学的“南美洲最大的马赛克墙”。到达之后，各队需要从小丑手中拿到一个放大镜。然后各队要用放大镜寻找马赛克墙上有特定标记的一块小瓷砖，并把标记交给小丑。完成之后即可获得下一条绕道任务的线索。
绕道任务：各队需要从以下两项任务中选择一项完成：
- “扭屁股”（Shake Your Hips）：此项任务中，各队需要前往一个小教堂，换上秘鲁传统服装之后学习一段传统舞蹈“马利内拉（英语：marinera）”并在当地观众面前表演。领舞认为合格之后便会交给他们获得下一条线索。
- “制砖块”（Make Some Bricks）：此项任务中，各队需要前往城外的世界文化遗产昌昌古城遗址，用沙子和泥土制作12块砖块。制作完成并获得工人的认可之后，各队需要用独轮车把另外12块已经晒干的砖块运到指定地点，完成之后即可获得下一条线索。

路障任务：“谁想骑海马？”（"Who wants to ride a sea horse?"）：各队之后需要前往海滨小镇万查科，找到利贝拉大道（Avenida Ribera）和曼科·卡帕克（Manco Capac）街角的雕塑，获得路障任务的线索。路障任务要求各队两人前往一家冲浪商品店，把一条当地特色的小船“caballito de totora”搬到海边。一名队员需要划着小船到海中的浮标处取得下一条线索，然后划回岸边。线索指示各队步行前往海滨的圣母院（Virgen Del Socorro）寻找这一赛段的提示站。到达之后立刻开始下一赛段的比赛。

### 第12赛段（秘鲁 → 美国）

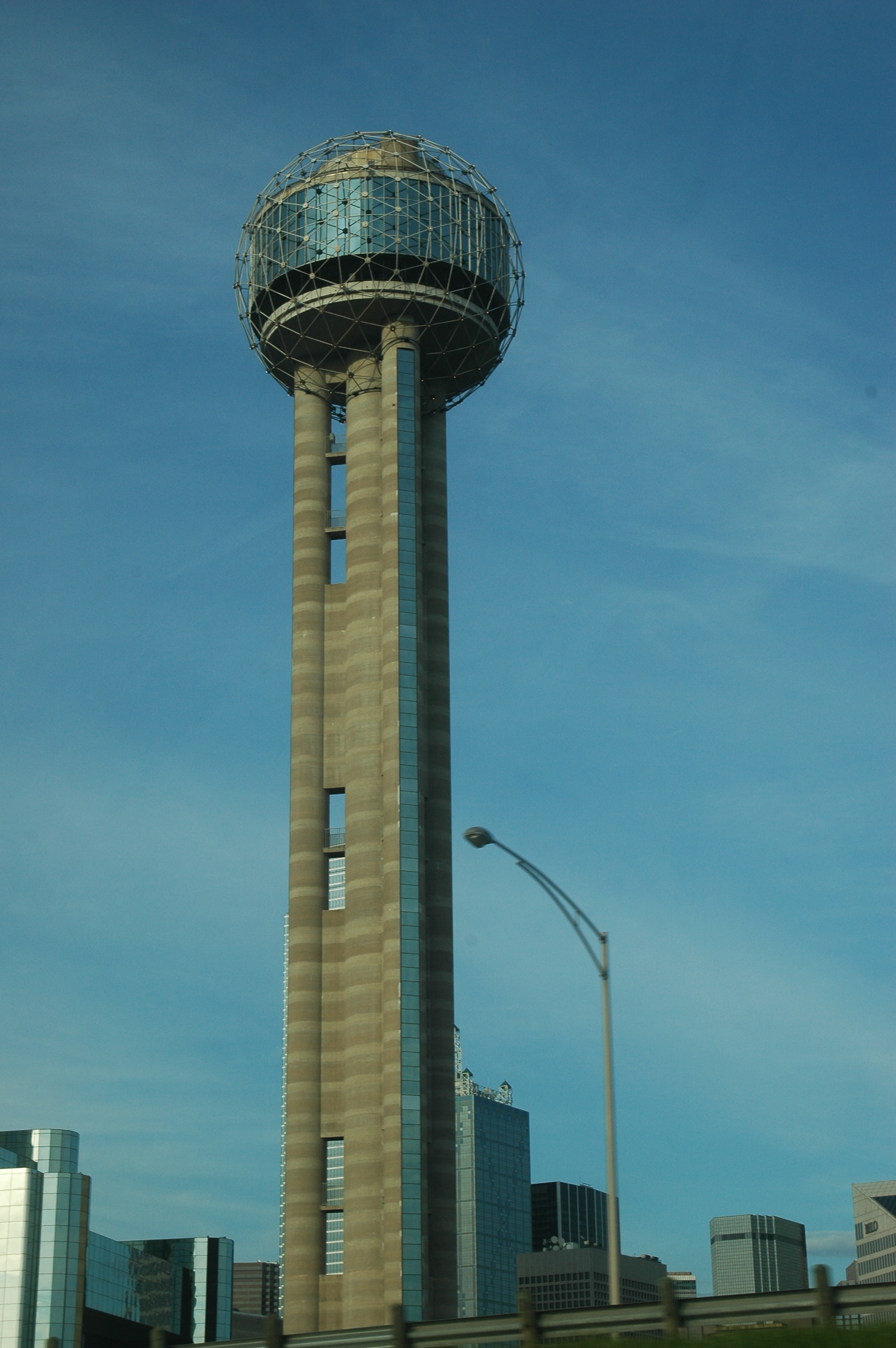
本赛段第二个路障任务在达拉斯重逢塔

播出日期：2015年5月15日
- 特鲁希略（特鲁希略国际机场（英语：Cap. FAP Carlos Martínez de Pinillos International Airport））到  美国德克萨斯州达拉斯（达拉斯-沃思堡国际机场）
- 阿灵顿（AT&T体育场）
- 约翰逊县（P2农场）（淘汰点） [AT1]
- 达拉斯（重逢塔）
- 达拉斯（三一河畔的铁路工棚） [AT2]
- 达拉斯（欧陆大道桥（英语：Continental Avenue Bridge））

上一赛段结束后没有强制休息，立即开始本赛季最终赛段。各队飞往美国德克萨斯州达拉斯，到达之后前往阿灵顿的AT&T体育场。
路障任务1：“谁想得分？”（"Who wants to score?"）：在AT&T体育场，一名队员需要穿上达拉斯牛仔的队服，被吊起到300英尺（91）高空的体育场顶部，拿到美式足球战术本，然后降回地面。落地后，队员需要在达阵区接到传球得分，然后射门，成功之后即可获得下一条线索。
[AT1]：各队之后前往P2农场，换上全套牛仔装扮之后骑上马，配合当地牛仔把六头得克萨斯长角牛赶到围栏中。成完成之后，牛仔会把下一条线索交给队员。这一任务点是赛段中的淘汰点，仅有前三支到达的队伍可以参与任务继续比赛，第四支队伍到达任务点时即被淘汰。
路障任务2：“谁的目光犀利？”（"Who has a sharp eye?"）：继续比赛的三支队伍接下来需要前往重逢塔，没有参与路障任务1的队员需要参加此项任务。队员需要从塔顶沿绳索下降到地面。下降过程中，队员需要在空中寻找附近的线索（一排红黄相间的旗帜），然后到达线索所在地即是下一任务点，位于三一河畔的铁路工棚。
[AT2]：到达工棚后，各队需要驾驶一辆巨轮怪兽卡车，穿过一片泥塘，到达各队对应的一座小屋。然后各队需要根据小屋门上列出的整季比赛中经过的四个地点，回忆起相应的四个赛段编号，组合成四位密码，打开小屋的密码锁进入小屋。小屋中是这支队伍在整季比赛中拍过的自拍照片，屋外的墙上有一幅巨大的世界地图，地图上画有本季比赛的路线图。两名队员需要把所有自拍照片按照时间顺序从右至左贴到地图的路线上。完成之后交给评审评判，如果正确即可驾驶卡车回到起点，获得下一条线索，前往最终的终点线：欧陆大道桥。